# Alles wieder offen
Albums de Einstürzende Neubauten
Perpetuum mobile
(2004) Lament
(2014)
Alles wieder offen (« Tout se rouvre » en allemand) est le onzième album studio du groupe de musique industrielle Einstürzende Neubauten, sorti en 2004. C'est le premier album studio que le groupe a autoproduit via son label Potomak. Le premier album du groupe, Stahlmusik en 1981, avait également été autoproduit via leur label d'alors Eisengrau.

## Titres
1. Die Wellen – 3:47
2. Nagorny Karabach – 4:25
3. Weil weil weil – 4:57
4. Ich hatte ein Wort – 4:19
5. Von wegen – 5:36
6. Let's Do It a Dada – 5:52
7. Alles wieder offen – 4:14
8. Unvollständigkeit – 9:01
9. Susej – 4:47
10. Ich warte – 6:07

## Supporter Edition
Cette version de l'album a été envoyée aux fans qui ont payé la participation à la phase III du projet en ligne Supporter Edition. C'est la suite de la compilation Alles was irgendwie nützt sortie en 2006.
1. Die Wellen – 3:48
2. Nagorny Karabach – 4:25
3. Weil weil weil – 4:57
4. Ich hatte ein Wort – 4:20
5. Von wegen – 5:38
6. Let's Do It a Dada – 5:54
7. Wenn dann – 3:11
8. Alles wieder offen – 4:14
9. Unvollständigkeit – 9:05
10. Venuskolonie – 8:35
11. Blue Ice – 1:52
12. Birth Lunch Death – 3:23
13. Susej – 4:49
14. Ich warte – 6:09

## Musiciens
- Blixa Bargeld : chant, guitare
- Alexander Hacke : basse, chant
- N.U. Unruh : percussion, chant
- Jochen Arbeit : guitare, chant
- Rudolph Moser : percussion, chant